# 大光明影院 (天津市)
大光明影院，原名蛱蝶电影院，始建于1929年4月24日，坐落在天津英租界朱家胡同又称革事道（Council Road）（今天津市和平区曲阜道1号），目前是天津市和平区文物保护单位 和特殊保护等级历史风貌建筑。

## 历史沿革
1917年，英国籍印度人泰莱悌和原平安影院经理韦耀卿合作投资建筑费约14万元在天津英租界朱家胡同（今天津市和平区曲阜道附近）将当时海河航道码头边的一个仓库改建为电影院，1929年4月24日，蛱蝶电影院建成后，韦瑶卿因无力还债，不得不将影院抵债于泰莱悌，泰莱悌接手影院并将其改建，改建后影院占地面积为1086平方米，建筑面积为2000 平方米， 共建有913个座席。1931年11月14日和11月17日，小提琴大师雅沙·海菲茨在蛱蝶影院举办了两场独奏音乐会，曲目包括拉威尔的《茨岗》、帕格尼尼的《24首小提琴随想曲》、拉罗的《西班牙交响曲》和柴可夫斯基的《D大调小提琴协奏曲》等。1934年，泰莱悌将影院的名称由“蛱蝶”改为“大光明影院”。大光明影院在成立初期设备档次高，但是票价却在当时天津电影院中属于比较便宜，所以生意较为兴隆。黎元洪、张勋、潘复、靳云鹏等民国要人都成为了影院的常客。1939年，大光明影院内发生了中国联合准备银行天津支行长兼天津海关监督程锡庚被枪杀一案。1941年12月，太平洋战争爆发后，日军占领了天津英租界并关闭了所有的娱乐场所。大光明影院也由日商经营的“华北影片公司”接管，并由台湾人杨朝华为经理。1943年，“满洲映画协会”影星李香兰来到天津并在大光明影院登台演唱《万世流芳》影片的主题歌“卖糖歌”等。1945年8月，抗战胜利后，泰莱悌又重新回到了天津，继续经营了大光明影院，但由于此时大光明影院欠高渤海的巨债，大光明影院不得不移交给高渤海。中华人民共和国成立后的1955年11月，大光明影院归收归为国营。1957年，大光明影院成为天津市第一家立体声影院。1960年，大光明影院改建成为宽银幕立体声电影院。1965年，大光明影院更名为海河宽银幕影院。1982年，大光明影院更名大光明影剧院。1987年，大光明影院引进英国道尔贝立体声放映音响设备。1988年，大光明影院重新进行改造装修，被评为天津市第一批特级影院。

## 建筑风格
大光明影院建筑面积为2597.22平方米，坐南朝北，为三层砖木石基结构楼房，影院内部影厅分两层，楼下座位呈环抱形，楼上座位俯视台上，坡度均很大。影院的映射灯采用水银灯，为当时天津所仅有。

## 相关链接
- 光明影院
- 天宫影院
- 大光明影院 (北京市)
- 大光明电影院